# Alceu de Mitilene
Alceu (em grego, Άλκαῖος, transl. Alkaîos) foi um poeta lírico grego. De origem aristocrata, nasceu em Mitilene, cidade da ilha de Lesbos, por volta de 630 a.C. e morreu pouco depois de 580 a.C. Esteve constantemente envolvido nas frequentes disputas políticas da ilha e, por isso, foi exilado várias vezes. Era aliado do tirano Pítaco, mas depois tornou-se seu inimigo.
Alceu compôs odes (poesias cantadas com acompanhamento musical, também chamadas simplesmente de canções), poemas de fundo político e hinos religiosos.

## Traduções em português
- MALHADAS, Daisi; MOURA NEVES, Maria H. de. Antologia de poetas gregos de Homero a Píndaro. Araraquara: FFCLAr-UNESP, 1976.